# Torneig dels Quatre Trampolins
El Torneig dels Quatre Trampolins o Vierschanzentournee és un prestigiós torneig de salts de trampolí que té lloc a Alemanya i Àustria des de 1952 integrat dins del Campionat del món de salts de trampolí. El guanyador del torneig és qui aconsegueixi major nombre de punts al llarg de les quatre proves.

## Proves del torneig
El torneig està format per quatre proves:
| Imatge                 | País     | Lloc                   | Trampolí                   | K-Point | Alçada | Rècord                            |
| ---------------------- | -------- | ---------------------- | -------------------------- | ------- | ------ | --------------------------------- |
| Oberstdorf             | Alemanya | Oberstdorf             | Schattenbergschanze        | K-120   | HS 137 | 143.5 m (2003) · Sigurd Pettersen |
| Garmisch-Partenkirchen | Alemanya | Garmisch-Partenkirchen | Große Olympiaschanze       | K-125   | HS 140 | 144.0 m (2021) · Dawid Kubacki    |
| Inssbruck              | Àustria  | Innsbruck              | Bergiselschanze            | K-120   | HS 130 | 138.0 m (2015) · Michael Hayböck  |
| Bischofshofen          | Àustria  | Bischofshofen          | Paul-Ausserleitner-Schanze | K-125   | HS 142 | 145.0 m (2019) · Dawid Kubacki    |

## Palmarès
| Any     | Oberstdorf            | Garmisch- Partenkirchen | Innsbruck             | Bischofshofen         | Guanyador final            |
| ------- | --------------------- | ----------------------- | --------------------- | --------------------- | -------------------------- |
| 1952–53 | Erling Kroken         | Asgeir Dølplads         | Sepp Bradl            | Halvor Næs            | Sepp Bradl                 |
| 1953–54 | Olav Bjørnstad        | Olav Bjørnstad          | Olav Bjørnstad        | Sepp Bradl            | Olav Bjørnstad             |
| 1954–55 | Aulis Kallakorpi      | Aulis Kallakorpi        | Torbjørn Ruste        | Torbjørn Ruste        | Hemmo Silvennoinen         |
| 1955–56 | Eino Kirjonen         | Hemmo Silvennoinen      | Koba Zakadze          | Yuri Skorzov          | Nikolay Kamenskiy          |
| 1956–57 | Pentti Uotinen        | Nikolay Kamenskiy       | Nikolai Schamov       | Eino Kirjonen         | Pentti Uotinen             |
| 1957–58 | Nikolai Kamenski      | Willi Egger             | Helmut Recknagel      | Helmut Recknagel      | Helmut Recknagel           |
| 1958–59 | Helmut Recknagel      | Helmut Recknagel        | Helmut Recknagel      | Walter Habersatter    | Helmut Recknagel           |
| 1959–60 | Max Bolkart           | Max Bolkart             | Max Bolkart           | Albin Plank           | Max Bolkart                |
| 1960–61 | Juhani Kärkinen       | Koba Zakadze            | Kalevi Kärkinen       | Helmut Recknagel      | Helmut Recknagel           |
| 1961–62 | Eino Kirjonen         | Georg Thoma             | Willi Egger           | Willi Egger           | Eino Kirjonen              |
| 1962–63 | Toralf Engan          | Toralf Engan            | Toralf Engan          | Torbjørn Yggeseth     | Toralf Engan               |
| 1963–64 | Torbjørn Yggeseth     | Veikko Kankkonen        | Veikko Kankkonen      | Baldur Preiml         | Veikko Kankkonen           |
| 1964–65 | Torgeir Brandtzæg     | Erkki Pukka             | Torgeir Brandtzæg     | Bjørn Wirkola         | Torgeir Brandtzæg          |
| 1965–66 | Veikko Kankkonen      | Paavo Lukkariniemi      | Dieter Neuendorf      | Veikko Kankkonen      | Veikko Kankkonen           |
| 1966–67 | Dieter Neuendorf      | Bjørn Wirkola           | Bjørn Wirkola         | Bjørn Wirkola         | Bjørn Wirkola              |
| 1967–68 | Dieter Neuendorf      | Bjørn Wirkola           | Gariy Napalkov        | Jiří Raška            | Bjørn Wirkola              |
| 1968–69 | Bjørn Wirkola         | Bjørn Wirkola           | Bjørn Wirkola         | Jiří Raška            | Bjørn Wirkola              |
| 1969–70 | Gariy Napalkov        | Jiří Raška              | Bjørn Wirkola         | Jiří Raška            | Horst Queck                |
| 1970–71 | Ingolf Mork           | Ingolf Mork             | Zbyněk Hubách         | Ingolf Mork           | Jiří Raška                 |
| 1971–72 | Yukio Kasaya          | Yukio Kasaya            | Yukio Kasaya          | Ingolf Mork           | Ingolf Mork                |
| 1972–73 | Rainer Schmidt        | Rainer Schmidt          | Sergei Botschkov      | Rudolf Höhnl          | Rainer Schmidt             |
| 1973–74 | Hans-Georg Aschenbach | Walter Steiner          | Hans-Georg Aschenbach | Bernd Eckstein        | Hans-Georg Aschenbach      |
| 1974–75 | Willi Pürstl          | Karl Schnabl            | Karl Schnabl          | Karl Schnabl          | Willi Pürstl               |
| 1975–76 | Toni Innauer          | Toni Innauer            | Jochen Danneberg      | Toni Innauer          | Jochen Danneberg           |
| 1976–77 | Toni Innauer          | Jochen Danneberg        | Henry Glass           | Walter Steiner        | Jochen Danneberg           |
| 1977–78 | Matthias Buse         | Jochen Danneberg        | Per Bergerud          | Kari Ylianttila       | Kari Ylianttila            |
| 1978–79 | Yuri Ivanov           | Josef Samek             | Pentti Kokkonen       | Pentti Kokkonen       | Pentti Kokkonen            |
| 1979–80 | Jochen Danneberg      | Hubert Neuper           | Hubert Neuper         | Martin Weber          | Hubert Neuper              |
| 1980–81 | Hubert Neuper         | Horst Bulau             | Jari Puikkonen        | Armin Kogler          | Hubert Neuper              |
| 1981–82 | Matti Nykänen         | Roger Ruud              | Manfred Deckert       | Hubert Neuper         | Manfred Deckert            |
| 1982–83 | Horst Bulau           | Armin Kogler            | Matti Nykänen         | Jens Weissflog        | Matti Nykänen              |
| 1983–84 | Klaus Ostwald         | Jens Weissflog          | Jens Weissflog        | Jens Weissflog        | Jens Weissflog             |
| 1984–85 | Ernst Vettori         | Jens Weissflog          | Matti Nykänen         | Hroar Stjernen        | Jens Weissflog             |
| 1985–86 | Pekka Suorsa          | Pavel Ploc              | Jari Puikkonen        | Ernst Vettori         | Ernst Vettori              |
| 1986–87 | Vegard Opaas          | Andreas Bauer           | Primož Ulaga          | Tuomo Ylipulli        | Ernst Vettori              |
| 1987–88 | Pavel Ploc            | Matti Nykänen           | Matti Nykänen         | Matti Nykänen         | Matti Nykänen              |
| 1988–89 | Dieter Thoma          | Matti Nykänen           | Jan Boklöv            | Mike Holland          | Risto Laakkonen            |
| 1989–90 | Dieter Thoma          | Jens Weissflog          | Ari-Pekka Nikkola     | František Jež         | Dieter Thoma               |
| 1990–91 | Jens Weissflog        | Jens Weissflog          | Ari-Pekka Nikkola     | Andreas Felder        | Jens Weissflog             |
| 1991–92 | Toni Nieminen         | Andreas Felder          | Toni Nieminen         | Toni Nieminen         | Toni Nieminen              |
| 1992–93 | Christof Duffner      | Noriaki Kasai           | Andreas Goldberger    | Andreas Goldberger    | Andreas Goldberger         |
| 1993–94 | Jens Weissflog        | Espen Bredesen          | Andreas Goldberger    | Espen Bredesen        | Espen Bredesen             |
| 1994–95 | R. Schwarzenberger    | Janne Ahonen            | Kazuyoshi Funaki      | Andreas Goldberger    | Andreas Goldberger         |
| 1995–96 | Mika Laitinen         | R. Schwarzenberger      | Andreas Goldberger    | Jens Weissflog        | Jens Weissflog             |
| 1996–97 | Dieter Thoma          | Primož Peterka          | Kazuyoshi Funaki      | Dieter Thoma          | Primož Peterka             |
| 1997–98 | Kazuyoshi Funaki      | Kazuyoshi Funaki        | Kazuyoshi Funaki      | Sven Hannawald        | Kazuyoshi Funaki           |
| 1998–99 | Martin Schmitt        | Martin Schmitt          | Noriaki Kasai         | Andreas Widhölzl      | Janne Ahonen               |
| 1999–00 | Martin Schmitt        | Andreas Widhölzl        | Andreas Widhölzl      | Andreas Widhölzl      | Andreas Widhölzl           |
| 2000–01 | Martin Schmitt        | Noriaki Kasai           | Adam Małysz           | Adam Małysz           | Adam Małysz                |
| 2001–02 | Sven Hannawald        | Sven Hannawald          | Sven Hannawald        | Sven Hannawald        | Sven Hannawald             |
| 2002–03 | Sven Hannawald        | Primož Peterka          | Janne Ahonen          | Bjørn Einar Romøren   | Janne Ahonen               |
| 2003–04 | Sigurd Pettersen      | Sigurd Pettersen        | Peter Žonta           | Sigurd Pettersen      | Sigurd Pettersen           |
| 2004–05 | Janne Ahonen          | Janne Ahonen            | Janne Ahonen          | Martin Höllwarth      | Janne Ahonen               |
| 2005–06 | Janne Ahonen          | Jakub Janda             | Lars Bystøl           | Janne Ahonen          | Janne Ahonen · Jakub Janda |
| 2006–07 | Gregor Schlierenzauer | Andreas Küttel          | Anders Jacobsen       | Gregor Schlierenzauer | Anders Jacobsen            |
| 2007–08 | Thomas Morgenstern    | Gregor Schlierenzauer   | Janne Ahonen          | Janne Ahonen          | Janne Ahonen               |
| 2008–09 | Simon Ammann          | Wolfgang Loitzl         | Wolfgang Loitzl       | Wolfgang Loitzl       | Wolfgang Loitzl            |
| 2009-10 | Andreas Kofler        | Gregor Schlierenzauer   | Gregor Schlierenzauer | Thomas Morgenstern    | Andreas Kofler             |
| 2010-11 | Thomas Morgenstern    | Simon Ammann            | Thomas Morgenstern    | Tom Hilde             | Thomas Morgenstern         |
| 2011-12 | Gregor Schlierenzauer | Gregor Schlierenzauer   | Andreas Kofler        | Thomas Morgenstern    | Gregor Schlierenzauer      |
| 2012-13 | Anders Jacobsen       | Anders Jacobsen         | Gregor Schlierenzauer | Gregor Schlierenzauer | Gregor Schlierenzauer      |
| 2013-14 | Simon Ammann          | Thomas Diethart         | Anssi Koivuranta      | Thomas Diethart       | Thomas Diethart            |
| 2014-15 | Stefan Kraft          | Anders Jacobsen         | Richard Freitag       | Michael Hayboeck      | Stefan Kraft               |
| 2015-16 | Severin Freund        | Peter Prevc             | Peter Prevc           | Peter Prevc           | Peter Prevc                |
| 2016-17 | Stefan Kraft          | Daniel-André Tande      | Daniel-André Tande    | Kamil Stoch           | Kamil Stoch                |
| 2017-18 | Kamil Stoch           | Kamil Stoch             | Kamil Stoch           | Kamil Stoch           | Kamil Stoch * (2)          |
| 2018-19 | Ryoyu Kobayashi       | Ryoyu Kobayashi         | Ryoyu Kobayashi       | Ryoyu Kobayashi       | Ryoyu Kobayashi *          |
| 2019-20 | Ryoyu Kobayashi       | Marius Lindvik          | Marius Lindvik        | Dawid Kubacki         | Dawid Kubacki              |
| 2020–21 | Karl Geiger           | Dawid Kubacki           | Kamil Stoch           | Kamil Stoch           | Kamil Stoch (3)            |
| 2021–22 | Ryōyū Kobayashi       | Ryōyū Kobayashi         | Ryōyū Kobayashi       | Daniel Huber          | Ryōyū Kobayashi (2)        |
| 2022-23 | Halvor Egner Granerud | Halvor Egner Granerud   | Dawid Kubacki         | Halvor Egner Granerud | Halvor Egner Granerud      |